# ウドムリャ
座標: 北緯57度52分 東経35度01分 / 北緯57.867度 東経35.017度

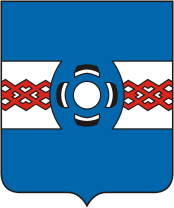
ウドムリャの紋章

ウドムリャ（ロシア語: Удомля, Udomlya）は、ロシアのトヴェリ州にある町。人口は2万5950人（2021年）。州都トヴェリから北へ225km、ルイビンスクとボロゴエを結ぶ鉄道上にある。ウドメルスキー地区の行政中心地。ヴイシニー・ヴォロチョークの北東の低地に位置し、運河でつながった二つの湖・ペシヴォ湖とウドムリャ湖の南のほとりに町が広がる。
ノヴゴロドの大主教の文書にはウドメルスキー・ポゴストという地名が1485年には言及されているが、現在の町につながる集落が誕生したのは1869年の鉄道開通およびトロイツァ駅開業の後である。トロイツァ（Троица）の集落は1904年にウドムリャと改名された。1961年に都市型集落になり、1974年にはカリーニン原子力発電所建設がこの地で始まった。1981年に市になり、1984年には北東のウドムリャ湖岸でカリーニン原子力発電所が操業開始している。
20世紀初頭には材木を扱う町であり、今日まで製材業や食品工業は原子力発電所と並び町の産業の一部をなしている。